# 那不勒斯
（義大利語： [ˈnaːpoli] ⓘ；那不勒斯语： ˈnɑːpulə），又译拿坡里、拿波里、那波利，别称帕耳忒诺珀，是意大利南部的第一大城市，坎帕尼亞大區以及那不勒斯廣域市的首府。市镇面积117平方公里，人口略低于100万。拿坡里都会区有大约380万人口，是仅次于米兰和罗马的意大利第三大都会区和欧洲第15大都会区。拿坡里地区也是意大利人口最稠密的地方之一。
拿坡里位于那不勒斯湾的北岸，其东西两侧分别是两个火山区域：维苏威火山和坎皮弗莱格雷火山区。因此，该市自古至今不断受到火山活动和地震的威胁。
那不勒斯是由帕耳忒諾珀（Parthenope）和内亚波利斯（Neápolis）两个古希腊城市合并成的，其中前者始建于西元前8世纪，后者始于约西元前600年，以其丰富的历史、文化、艺术和美食而著称，那不勒斯历史中心被联合国教科文组织列为世界文化遗产。比萨饼起源于那不勒斯。音乐是那不勒斯文化中产生了广泛影响的一个重要组成部分，包括發明了浪漫吉他和曼陀林，以及对歌剧和拿坡里民谣的重大贡献。
在其存在的2700余年歷史中，大部分时间都扮演着重要角色。该市为古希腊人所创建，在“大希腊”中扮演重要角色；后来，罗马人、诺曼人和西班牙人都在该市留下了自己的印记，也曾经是波旁王朝统治的两西西里王国的首都，直到意大利统一。今天，那不勒斯仍是繁荣的地中海港口和商业城市，高速铁路和地铁网伴随着都会区的扩张。另一方面，黑手党组织克莫拉持續困擾著居民的生活，妨碍经济与社会的发展。

## 历史

### 希腊人创立，罗马人获取
该市的历史可以追溯到公元前8世纪，当时，附近的希腊殖民地库迈的居民在今天蛋堡的位置建立了一座名叫帕耳忒诺珀（Parthenope）的城市；库迈自身则是由来自希腊埃维亚岛的居民所创建。帕耳忒诺珀是希腊神话中一个塞壬（海妖）的名字，传说她是那不勒斯的创建者。不过库迈人在旧帕耳忒诺珀的近旁又创建了尼亞波利（Νεάπολις，即“新城”，意为“新的城市”），这其中的确切原因并不为人知晓。在这一时期，他们阻止了伊特鲁里亚人入侵的企图。新城的成长得益于强大的希腊人城邦锡拉库萨的影响，还得益于那不勒斯湾的新旧城市的合并。
该市成为罗马共和国对抗迦太基的盟友；环绕那不勒斯的坚固城墙挡住了汉尼拔的进攻。在萨莫奈战争期间，这个忙碌的贸易中心被萨莫奈人占领。不过，不久尼亞波利城又被罗马人夺取，成为一个罗马殖民地。该市由于其希腊化文明而受到罗马人相当的尊重：人民保持了他们的希腊语和风俗，兴建了精致的别墅、高架渠、公共浴场、音乐厅、剧院和狄俄斯枯里神庙，克劳狄一世和提庇留等多位罗马皇帝也选择在这里度假。据说在基督教传入那不勒斯时，彼得和保罗两位使徒都曾经来此布道。而圣雅纳略也在此殉道，后来被尊为该市的主保圣人。

### 那不勒斯公国

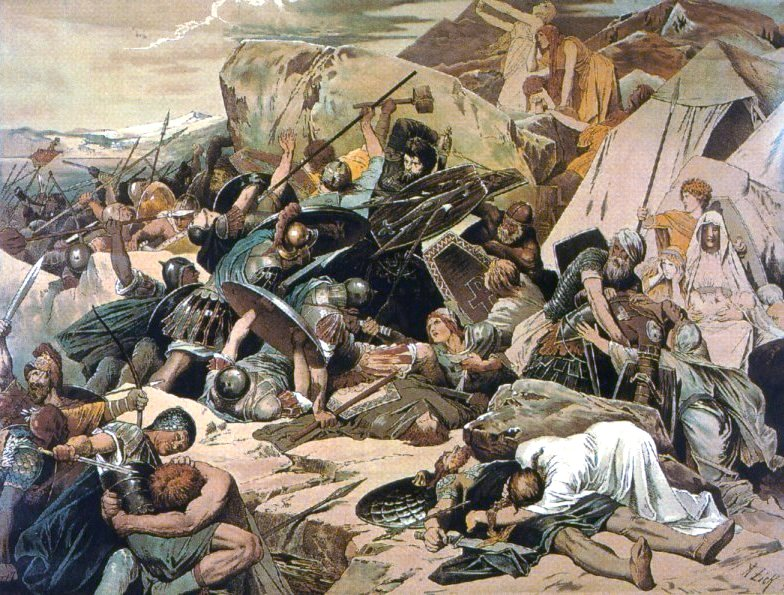
在维苏威火山进行的拉克塔留斯山战役

西罗马帝国衰落以后，那不勒斯被一支日耳曼部落东哥德人夺取，并入东哥德王国。不过，在536年，拜占庭帝国（东罗马帝国）的贝利撒留通过高架渠夺取了该市。
哥特战争爆发了，东哥德国王托提拉在543年短暂地占领了该市，但最终在维苏威火山山坡进行的拉克塔留斯山战役确定了拜占庭的胜利。那不勒斯与拜占庭帝国势力在意大利半岛的中心拉文纳主教区保持联系。拉文纳主教区崩溃后，那不勒斯公国成立，虽然那不勒斯保持了自己的希腊-罗马文化，最终还是在763年，在公爵斯蒂芬二世带领下，由效忠君士坦丁堡转为效忠罗马的教宗。

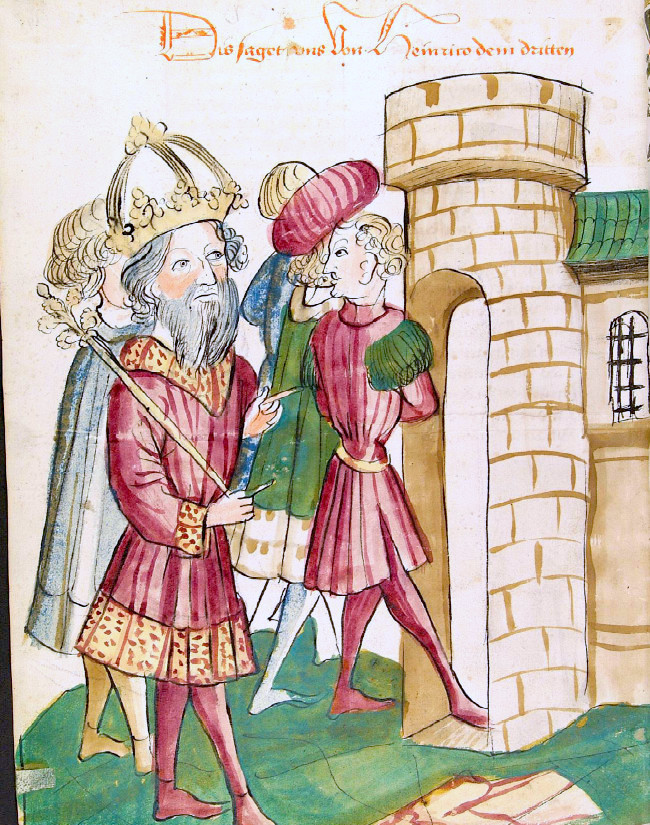
潘德福四世（右侧）

从818年到832年，是那不勒斯与拜占庭皇帝之间的关系特别混乱，以及当地觊觎大公宝座者之间进行争斗的一段时期。狄欧克提修斯的就任没有得到皇帝的批准；后来被废黜，由狄奥多尔二世取代。不过，将军们将他赶出该市，另外选出斯蒂芬三世，他使用自己的姓名而不是拜占庭皇帝的姓名来铸造货币。到840年，那不勒斯获得完全的独立。
那不勒斯公国曾经被其长期对手卡普阿侯爵潘德福四世占领，被伦巴第人的直接控制了3年时间，随后又被受希腊-罗马文化影响的公爵收复。到11世纪，像这一地区许多地方一样，那不勒斯雇佣诺曼人与对手作战；塞尔吉乌斯四世公爵雇佣了Rainulfo Drengot对付卡普阿。到1137年，诺曼人的影响大为增强，控制了先前独立的侯国和公国，例如卡普阿公国、贝内维托侯国、萨莱诺侯国、阿马尔菲公国、索伦托公国和加埃塔公国；这时，那不勒斯这个意大利半岛南部最后一个独立的公国，落入诺曼人之手。最后一任公爵塞尔吉乌斯七世被迫向7年前自称为西西里国王的罗杰二世投降，那不勒斯遂加入以巴勒莫为首都的西西里王国。

### 王国

#### 诺曼到安茹王朝

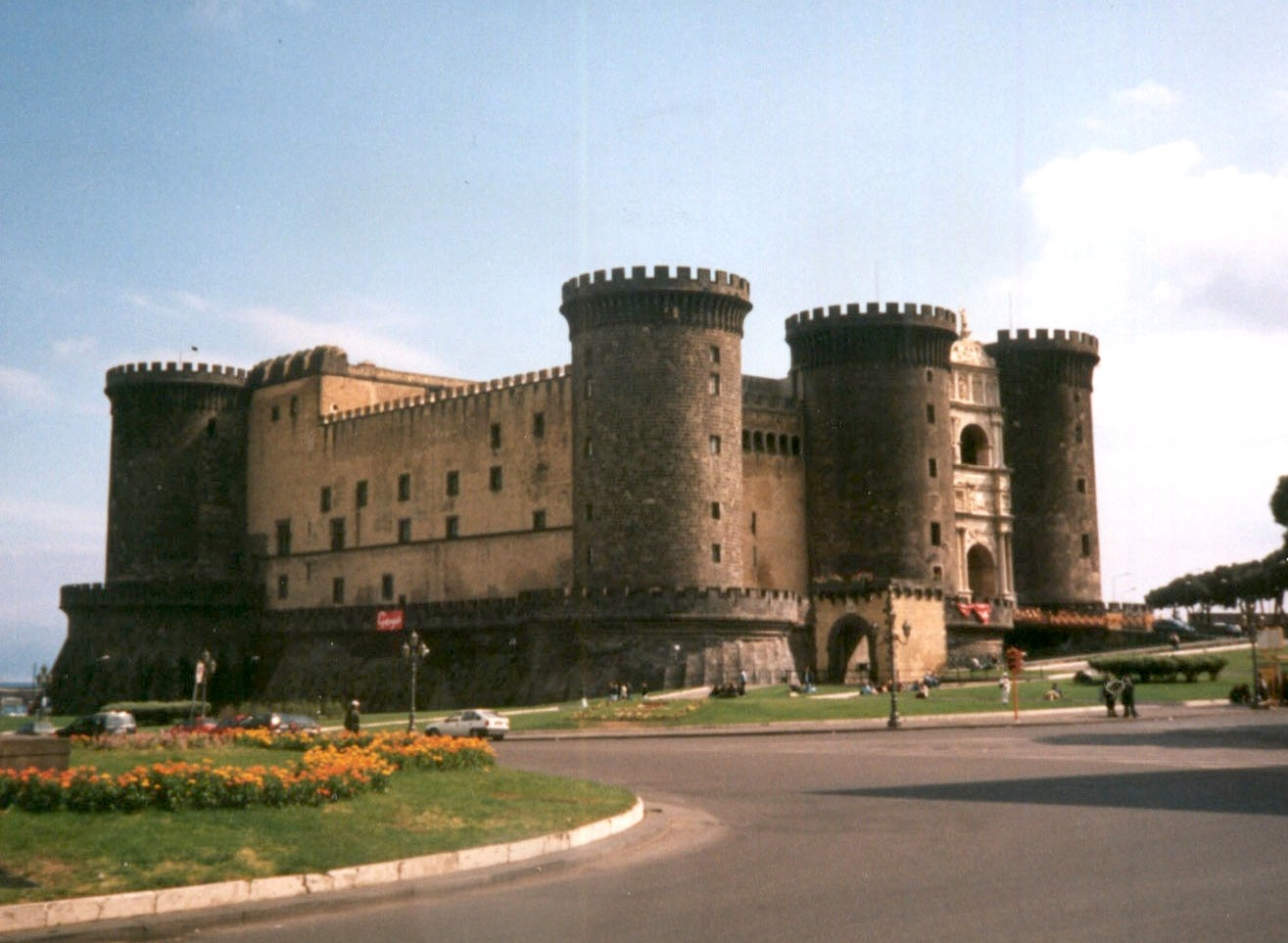
新堡

诺曼王国末期，国王古列尔莫二世无嗣，指定出嫁起源于德国南部士瓦本的霍亨斯陶芬王朝的皇子海恩里希的姑母科斯坦察为继承人。1189年古列尔莫二世驾崩后，西西里贵族为了避免被德国人统治，拥立古列尔莫二世的私生堂兄莱切伯爵坦克雷迪为王。1191年海恩里希登基为亨利六世皇帝后，发兵西西里夺取王位，一路城市都投降，但5月在那不勒斯遇到阿塞拉伯爵理查德、阿耶洛的尼科洛、阿利杰诺·科托内(Aligerno Cottone)、布林迪西的马加里托领导的抵抗。围城持续到8月，瘟疫流行，波希米亚公爵康拉德二世和科隆大主教菲利普相继去世，亨利六世也染病，虽然痊愈，却被讹传死亡，只得解围撤军。坦克雷迪在反扑时俘获了科斯坦察皇后，并将她囚禁在那不勒斯的蛋堡直至次年5月在教宗雷定三世施压下将其释放。1194年亨利六世再次征讨西西里时，阿利杰诺·科托内不战而降，西西里王国最终由霍亨斯陶芬王朝继承。腓特烈二世在该市创建了世界上最古老的国立大学：那不勒斯费德里克二世大学，使那不勒斯成为王国的知识中心。
由于霍亨斯陶芬王朝与教廷发生冲突，导致在1266年英诺森四世加冕安茹王朝的公爵卡洛一世成为王国的国王。卡洛一世正式将首都从巴勒莫迁往他的住处，“新城堡”所在的那不勒斯。这一时期，大批哥特式建筑出现在那不勒斯，其中包括该市的主要教堂那不勒斯主教座堂。
1282年，西西里晚祷之后，王国一分为二。安茹王朝的那不勒斯王国辖有意大利半岛南部，而西西里岛属于西班牙阿拉贡王朝的西西里王国。战争持续到1302年签订卡尔塔贝洛塔和約，教宗博义八世承认腓特烈三世为西西里岛的国王，而卡洛二世为那不勒斯国王。尽管发生了分裂，那不勒斯的重要性继续增长，主要是這個作為地處地中海中央的大都市，成功吸引了比萨和热那亚商人、托斯卡纳银行家，和当时一些最受拥护的文艺复兴艺术家，例如乔万尼·薄伽丘、弗朗西斯克·彼特拉克和乔托，所以仍被視為地中海交易的重要據點，阿拉貢王朝國王阿方索五世战胜最后一位安茹王朝的国王勒内，征服了那不勒斯，那不勒斯再次短暂地与西西里合并。

#### 亞拉岡到波旁

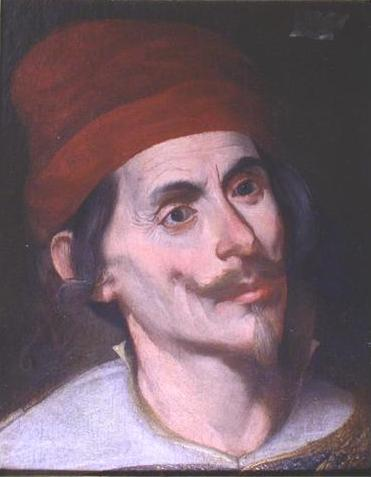
革命者马萨涅洛

西西里和那不勒斯在1458年再次分开，但斐迪南一世统治下，仍是亞拉岡王朝的属地。新王朝通过与伊比利亚半岛建立联系，增进了那不勒斯的商业。那不勒斯也是文艺复兴的一个中心，Francesco Laurana、Antonello da Messina、Jacopo Sannazzaro和波利齐亚诺等艺术家都来到该市。
在1501年，法国国王路易十二开始统治那不勒斯，而那不勒斯国王腓特烈四世被作为囚犯送往法国；4年之后，西班牙在加利良诺战役中获胜，那不勒斯在整个西班牙哈布斯堡王朝时期，都处于西班牙帝国的统治之下。西班牙派遣总督驻扎那不勒斯直接处理当地事务：其中最重要的是佩德罗·阿尔瓦雷斯·德·托莱多，他带给该市社会、经济和都市可观的进步；他也支持宗教裁判所。

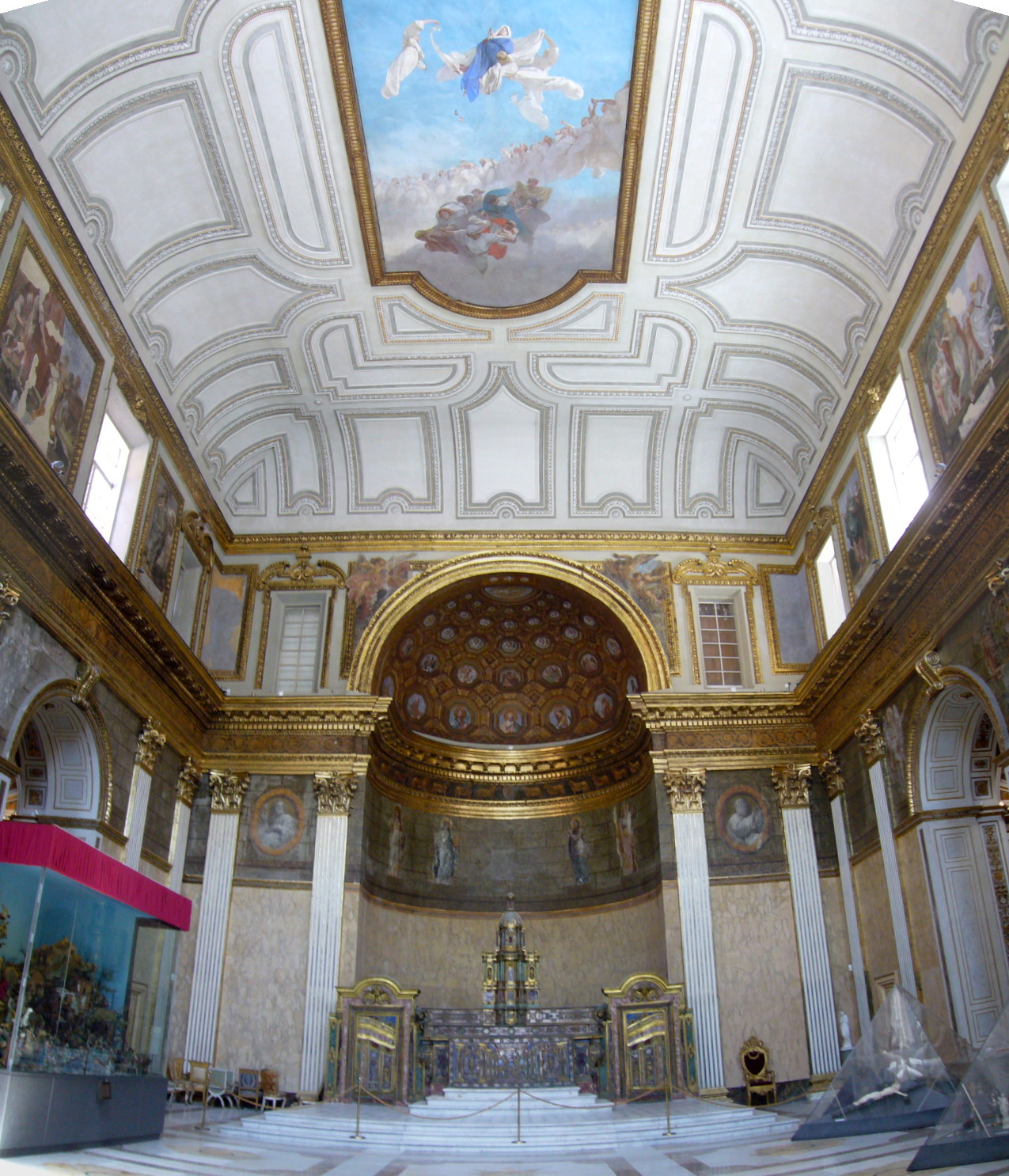
波旁王宫内部

在这一时期，那不勒斯成为仅次于巴黎的欧洲第二大城市。它是巴洛克时期的文化发电站，拥有卡拉瓦乔、萨尔瓦托罗沙和济安·贝尼尼等艺术家，波纳蒂特·特勒肖、乔尔丹诺·布鲁诺、康帕内拉和詹巴蒂斯塔·维柯等哲学家，和Gian Battista Marino等作家。1647年，因為不滿之前西班牙首相奥利瓦雷斯公爵的集權政策，当地渔夫马萨涅洛发动了一次革命，创立了独立的那不勒斯共和国，不过几个月后就恢复了西班牙人的统治。最后在1714年，作为西班牙王位继承战争的结果，西班牙放弃对那不勒斯的统治；改由奥地利查理六世从维也纳委派总督进行管理。不过，波兰王位继承战争使西班牙重获西西里和那不勒斯，组成一个共主邦联，在1738年维也纳条约中承认，在西班牙波旁王朝的卡洛斯三世统治下获得独立地位。

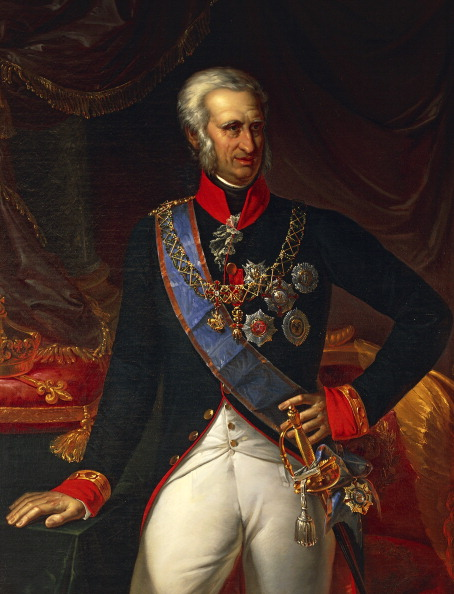
波旁国王斐迪南一世

在斐迪南四世时期，法国大革命影响了那不勒斯，波旁王朝的盟友纳尔逊于1798年警告该市。不过，斐迪南还是被迫撤退，逃往巴勒莫，在那里得到英国海军的保护。那不勒斯下层社会拉扎里流浪者极为虔诚和忠君，拥护波旁王朝，他们反抗那不勒斯的共和政府，引起内战。共和党人占领了圣埃尔莫城堡，宣布成立帕特諾珀共和國，受法国军队保护。法布里齊奧·魯福组成拉扎里流浪者的宗教军队，大获全胜，法国人从那不勒斯的城堡投降，被允许从海路回到土伦。
斐迪南四世恢复了王位；随后，拿破仑占领那不勒斯7年，任命他的兄弟约瑟夫·波拿巴为国王。由于奥地利帝国及其盟友的帮助，斐迪南四世在那不勒斯战争中击败波拿巴家族，再一次恢复王国和王位。在1815年的维也纳会议上，那不勒斯王国和西西里王国合并组成两西西里王国，首都设在那不勒斯。1839年，那不勒斯成为意大利半岛上第一个拥有铁路的城市，王国各处设有许多工厂，使其成为一个非常重要的贸易中心。

### 意大利统一
朱塞佩·加里波底率领千人团远征之后，进行了有争议的加埃塔之围（1860年），1861年，那不勒斯成为意大利王国的一部分，结束了波旁王朝的统治。两西西里王国曾经是富裕的国家，这时要从银行取出8000万达克特来捐献给新成立国家的国库，而在意大利统一过程中，其他原来的国家所捐献数量远少于此数。昔日两西西里地区的经济崩溃了，导致了空前规模的大移民，从1876年到1913年，估计至少有400万人离开了那不勒斯或其附近地区。

### 第二次世界大战
那不勒斯是在第二次世界大战中受到空袭最多的意大利城市之一。虽然那不勒斯人在意大利法西斯统治下没有反抗，但是那不勒斯是第一个反对德国军事占领的意大利城市；1943年10月1日，那不勒斯人举行起义，使自己的城市获得自由，重建了被美国空军空袭摧毁的圣嘉勒圣殿，标志著那不勒斯的新生。

### 战后重建
从1950年到1984年，意大利政府的南部开发基金帮助了经济有所改善，包括平民表决广场和其他城市地标的复兴。并由日本建筑师丹下健三操刀，修建了新的中心商务区。

### 现状
那不勒斯仍然面临已经困扰该市多年的问题：克莫拉（一个黑社会组织）指挥的有组织犯罪、欺诈和毒品交易；群体斗殴导致的高伤亡率；失业（大约25%）；呆板的官僚作风减缓了基础设施的发展。2008年那不勒斯垃圾危机也被归因于克莫拉。2007年10月，西尔维奥·贝卢斯科尼的意大利政府在那不勒斯召开重要会议，表明将果断解决这些问题。2008年，马提欧·加洛尼的电影《克莫拉》也涉及关于当地黑手党的问题，诸如毒品交易、腐败、高犯罪率和贫困。

## 地理
在那不勒斯周围地区有不少岛屿，例如普罗奇达岛、卡普里岛和伊斯基亚岛，可以通过水翼艇和渡轮前往。索伦托和阿马尔菲海岸位于那不勒斯以南。公元79年毁于维苏威火山爆发的庞贝和赫库兰尼姆的罗马废墟也在附近。那不勒斯的西侧毗邻称为坎皮弗莱格雷的火山区和港口城镇波佐利和巴亚，那里是古罗马庞大的海军基地朱里欧港口的一部分。

### 分区
以下是那不勒斯的30个区：
1. 皮亚努拉（Pianura）
2. 贝格诺利（Bagnoli）
3. 普斯里普（Posillipo）
4. Fuorigrotta
5. Soccavo
6. Chiaiano
7. Arenella
8. 佛梅罗（Vomero）
9. 基艾亚（Chiaia）
10. 圣费迪南多（San Ferdinando）
11. Montecalvario
12. 圣约瑟佩（San Giuseppe）
13. Avvocata
14. Porto
15. Pendino
16. 圣洛伦佐（San Lorenzo）
17. Mercato
18. 维卡瑞亚（Vicaria）
19. Stella
20. San Carlo all'Arena
21. Piscinola-Marianella
22. Scampìa
23. Miano
24. Secondigliano
25. S.Pietro a Patierno
26. 波焦雷亚莱（Poggioreale）
27. Zona Industriale
28. San Giovanni a Teduccio
29. Barra
30. 彭蒂塞利（Ponticelli）

### 气候
那不勒斯属于典型的地中海气候，冬季温和湿润，夏季温热干燥。温和的气候和那不勒斯湾的地理丰富性，使其在罗马时期就因皇帝的度假胜地而著称。
| Napoli-Capodichino (1961-1990) | Napoli-Capodichino (1961-1990) | Napoli-Capodichino (1961-1990) | Napoli-Capodichino (1961-1990) | Napoli-Capodichino (1961-1990) | Napoli-Capodichino (1961-1990) | Napoli-Capodichino (1961-1990) | Napoli-Capodichino (1961-1990) | Napoli-Capodichino (1961-1990) | Napoli-Capodichino (1961-1990) | Napoli-Capodichino (1961-1990) | Napoli-Capodichino (1961-1990) | Napoli-Capodichino (1961-1990) | Napoli-Capodichino (1961-1990) |
| 月份                           | 1月                            | 2月                            | 3月                            | 4月                            | 5月                            | 6月                            | 7月                            | 8月                            | 9月                            | 10月                           | 11月                           | 12月                           | 全年                           |
| ------------------------------ | ------------------------------ | ------------------------------ | ------------------------------ | ------------------------------ | ------------------------------ | ------------------------------ | ------------------------------ | ------------------------------ | ------------------------------ | ------------------------------ | ------------------------------ | ------------------------------ | ------------------------------ |
| 平均高温 °C（°F）              | 12.5 (54.5)                    | 13.2 (55.8)                    | 15.2 (59.4)                    | 18.2 (64.8)                    | 22.6 (72.7)                    | 26.2 (79.2)                    | 29.3 (84.7)                    | 29.5 (85.1)                    | 26.3 (79.3)                    | 21.8 (71.2)                    | 17.0 (62.6)                    | 13.6 (56.5)                    | 20.5 (68.8)                    |
| 平均低温 °C（°F）              | 3.8 (38.8)                     | 4.3 (39.7)                     | 5.9 (42.6)                     | 8.3 (46.9)                     | 12.1 (53.8)                    | 15.6 (60.1)                    | 18.0 (64.4)                    | 17.9 (64.2)                    | 15.3 (59.5)                    | 11.6 (52.9)                    | 7.7 (45.9)                     | 5.1 (41.2)                     | 10.5 (50.8)                    |
| 平均降水量 mm（）              | 104.4 (4.11)                   | 97.9 (3.85)                    | 85.7 (3.37)                    | 75.5 (2.97)                    | 49.6 (1.95)                    | 34.1 (1.34)                    | 24.3 (0.96)                    | 41.6 (1.64)                    | 80.3 (3.16)                    | 129.7 (5.11)                   | 162.1 (6.38)                   | 121.4 (4.78)                   | 1,006.6 (39.62)                |
| 平均相對濕度（％）             | 75                             | 73                             | 71                             | 70                             | 70                             | 71                             | 70                             | 69                             | 73                             | 74                             | 76                             | 75                             | 72                             |
| 来源：MeteoAM                  |                                |                                |                                |                                |                                |                                |                                |                                |                                |                                |                                |                                |                                |

## 人口

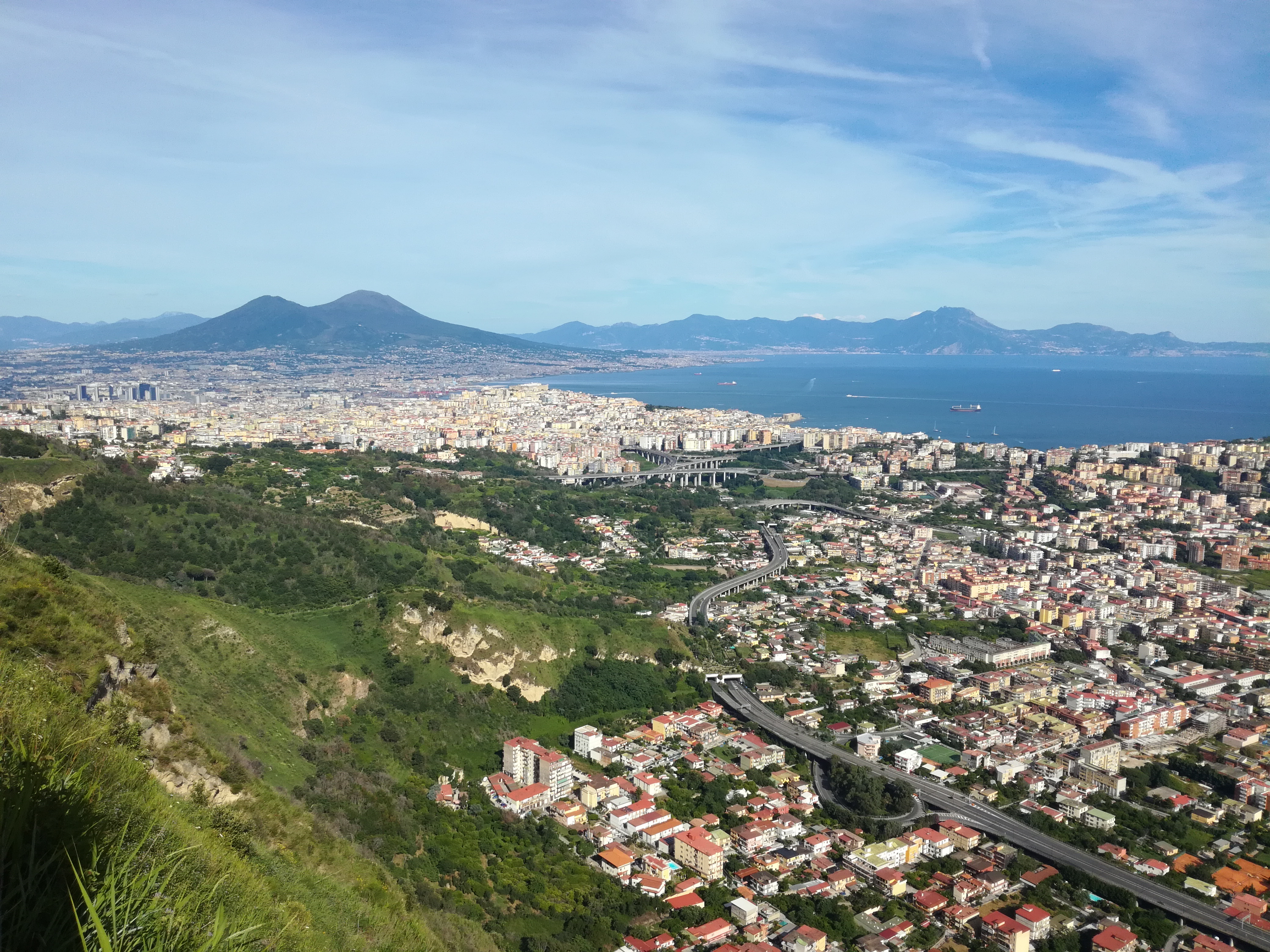
城市全景

那不勒斯市本身的人口大约为100万，大都会区，有时称为“大那不勒斯”，另外有250万人口：大都会区通常包括如下城镇：阿尔扎诺、卡桑德里诺、卡萨瓦托雷、卡索里亞、切尔科拉、马拉诺-迪那波利、梅利托-迪那波利、穆尼亚诺-迪那波利、波蒂奇、波佐利、夸尔托、圣乔治-阿克雷马诺、圣塞巴斯蒂亚诺-阿尔维苏威和沃拉。那不勒斯省的人口总体上相当年轻：19%的人口在14岁以下，13%的人口超过65岁，而全国平均水平分别为14%和19%。该地的女性的百分比较高，为52.4%，男性只占47.6%。目前那不勒斯的出生率在意大利属于较高的类型，达到每千人10.46人，高于意大利平均水平每千人9.45人。
那不勒斯地区也是意大利人口最稠密的地方，意大利人口最稠密的6个市镇（包括那不勒斯市本身在内）均位于那不勒斯省。
与许多意大利北方城市不同，那不勒斯的移民数量少得多，居民中98.5%为意大利人。2006年，该市共有19,188名外国人；大多数外国人来自东欧，特别是乌克兰和波兰。大体而言，非欧洲人的数量较少，不过这里还是有少量的斯里兰卡和东亚移民团体。统计显示大多数移民为女性；这是因为男性移民倾向于到北方寻找工作。
那不勒斯居民所讲的方言，那不勒斯语，与南意大利大部分地方所讲的方言相类似。

## 建筑、市容与城市设计
那不勒斯建筑的最突出的形式是从中世纪、文艺复兴到巴洛克时期。那不勒斯历史中心是建筑上多产的代表，被联合国教科文组织列为世界文化遗产。那不勒斯的一个显著特征是其拥有448座古老的教堂，使之成为世界上最罗马天主教化的城市之一。

### 广场

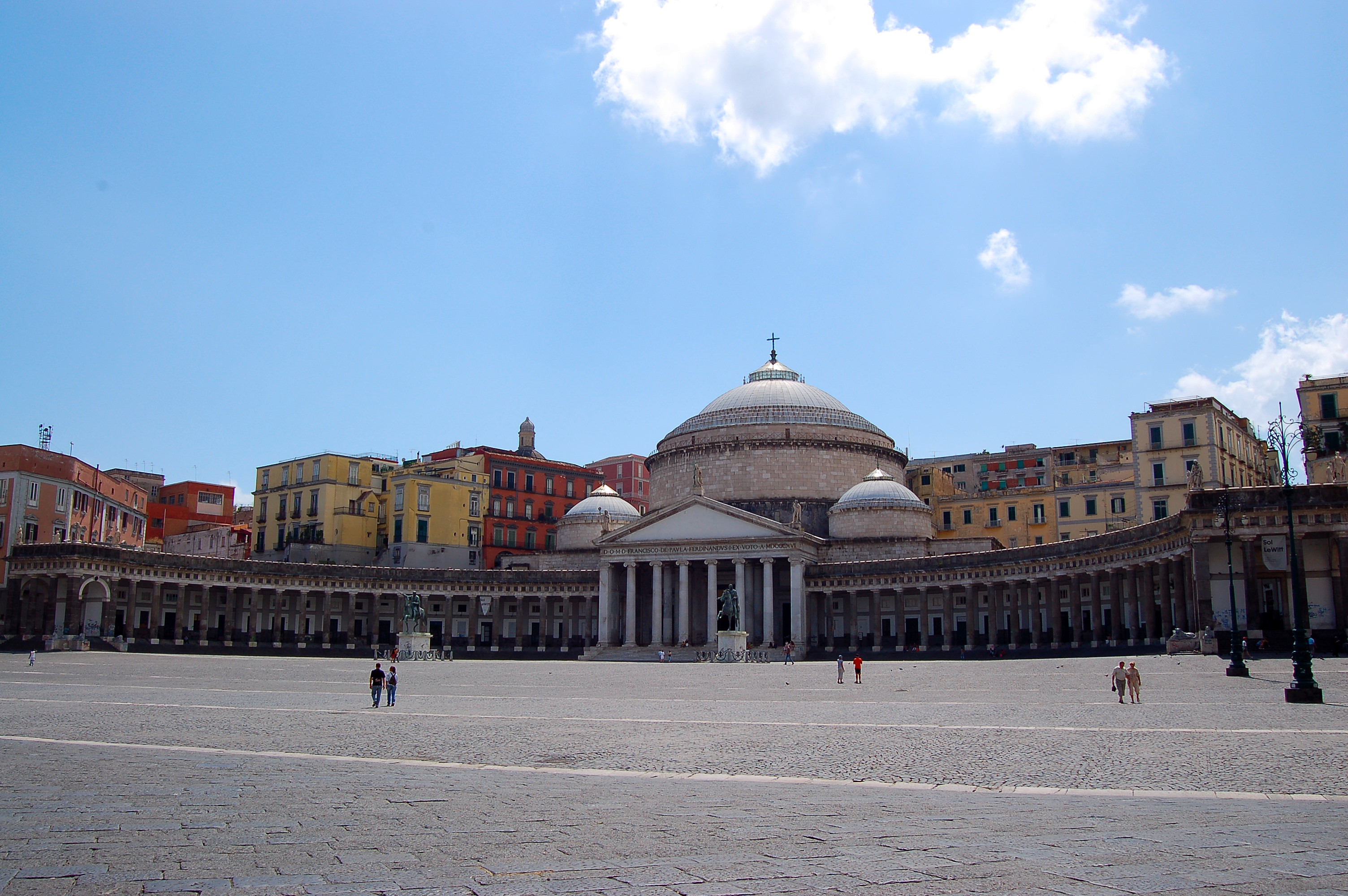
平民表决广场

平民表决广场是那不勒斯主要的户外中心城市广场。它由波拿巴家族的国王若阿尚·缪拉开始建造，由波旁家族的国王費迪南多四世完成。其东西两侧分别是那不勒斯王宫和两边带有柱廊的保罗圣芳济教堂。圣卡尔洛剧院就在近旁的的里雅斯特与特伦托广场，这是意大利半岛上最大最古老的歌剧院。圣卡尔洛剧院的正对面就是翁贝托长廊，这是一个购物中心，也是那不勒斯人社会生活的中心。那不勒斯其余的著名的广场还有但丁广场、新耶稣广场、加富尔广场、圣多梅尼科马焦雷广场、市政厅广场等，不少广场周边由数座教堂所环抱。

### 宮殿
除位於平民表決廣場的王宮外，两西西里王国时期(1730-1860)的那不勒斯國王還擁有另外三處住所。卡塞塔王宮是全球最大的王宮建築。另外兩處位於卡波迪蒙特山上和维苏威火山山坡的波蒂奇（今那不勒斯大学农学系所在地）。
西班牙宫和聖菲利切宮中有巴洛克风格的华丽楼梯。马纳约罗宫中有新艺术运动风格的旋转楼梯。

### 城堡

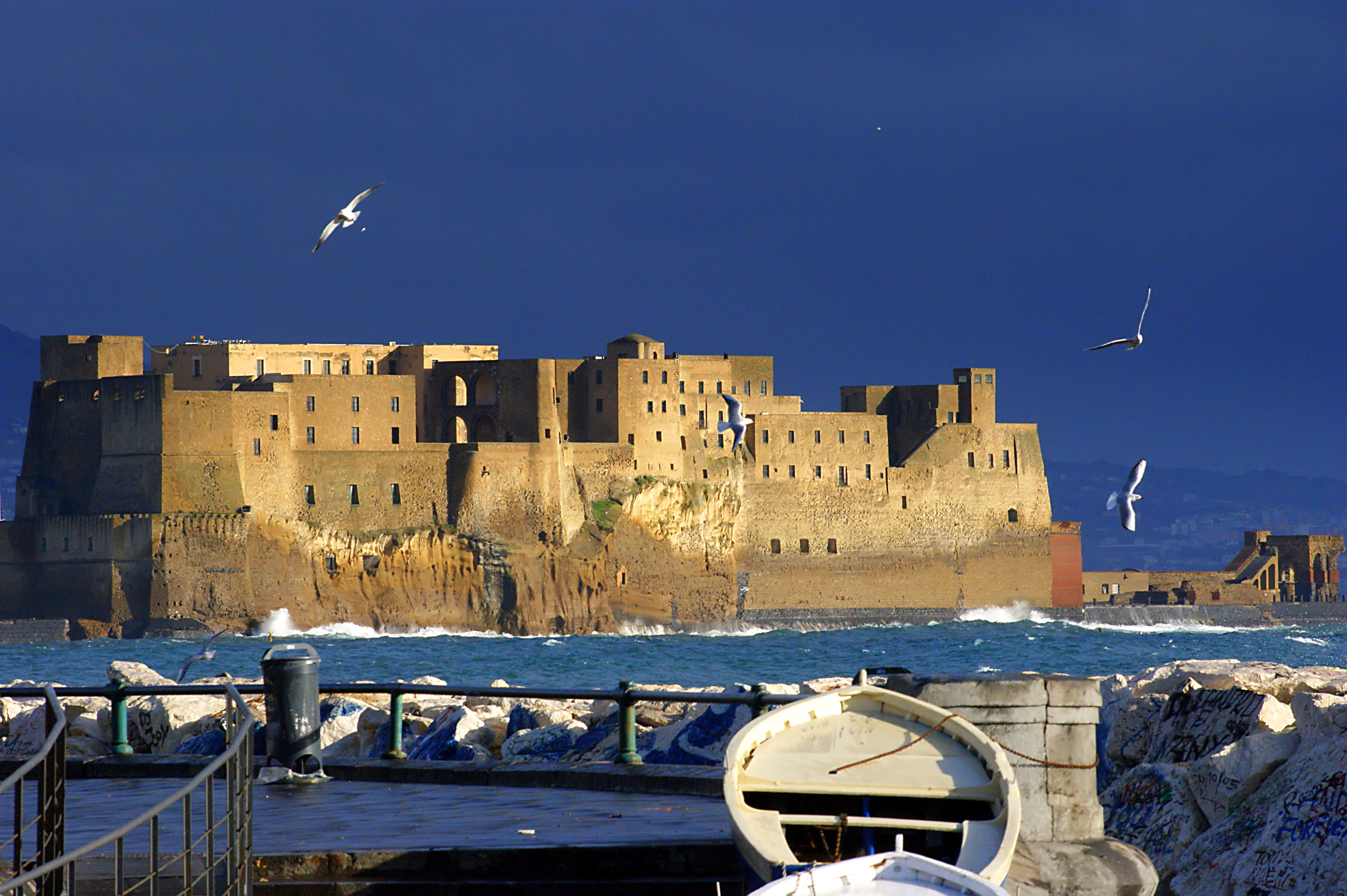
蛋堡

那不勒斯以其具有历史性的古堡著称。蛋堡为诺曼人所建，修建在袖珍小岛Megarides上，这里是库迈的古希腊殖民者建立该城市的地方，也是流放最后一位西罗马皇帝罗慕路斯·奥古斯都的地点，后来成为要塞，也曾作为监狱使用，曾在1191—1192年间用于囚禁被西西里人俘虏的神圣罗马帝国皇后科斯坦察，及被处决前的西西里国王康拉丁和那不勒斯女王乔万娜一世。
“新堡”位于那不勒斯王宫的东侧海滨，是该市著名的地标建筑之一，又称安茹城堡。它建立后即取代蛋堡成为主要的军事要塞。新堡建于那不勒斯王国第一位国王查理一世时代。在新城堡曾经举行过一些历史性的宗教活动，例如在1294年，教宗雷定五世在城堡的大厅宣布辞职，随后新教宗博义八世由枢机主教团在此选出，并立刻迁往罗马。
名单上的第三座城堡是圣埃莫堡，它完成于1329年，建筑呈星形，在马萨尼埃洛起义期间，西班牙人逃进圣埃莫堡避难。圣埃莫堡是俯瞰全城景色的最佳观景点，許多那不勒斯的全景照片都是在該城堡拍的。

### 博物馆

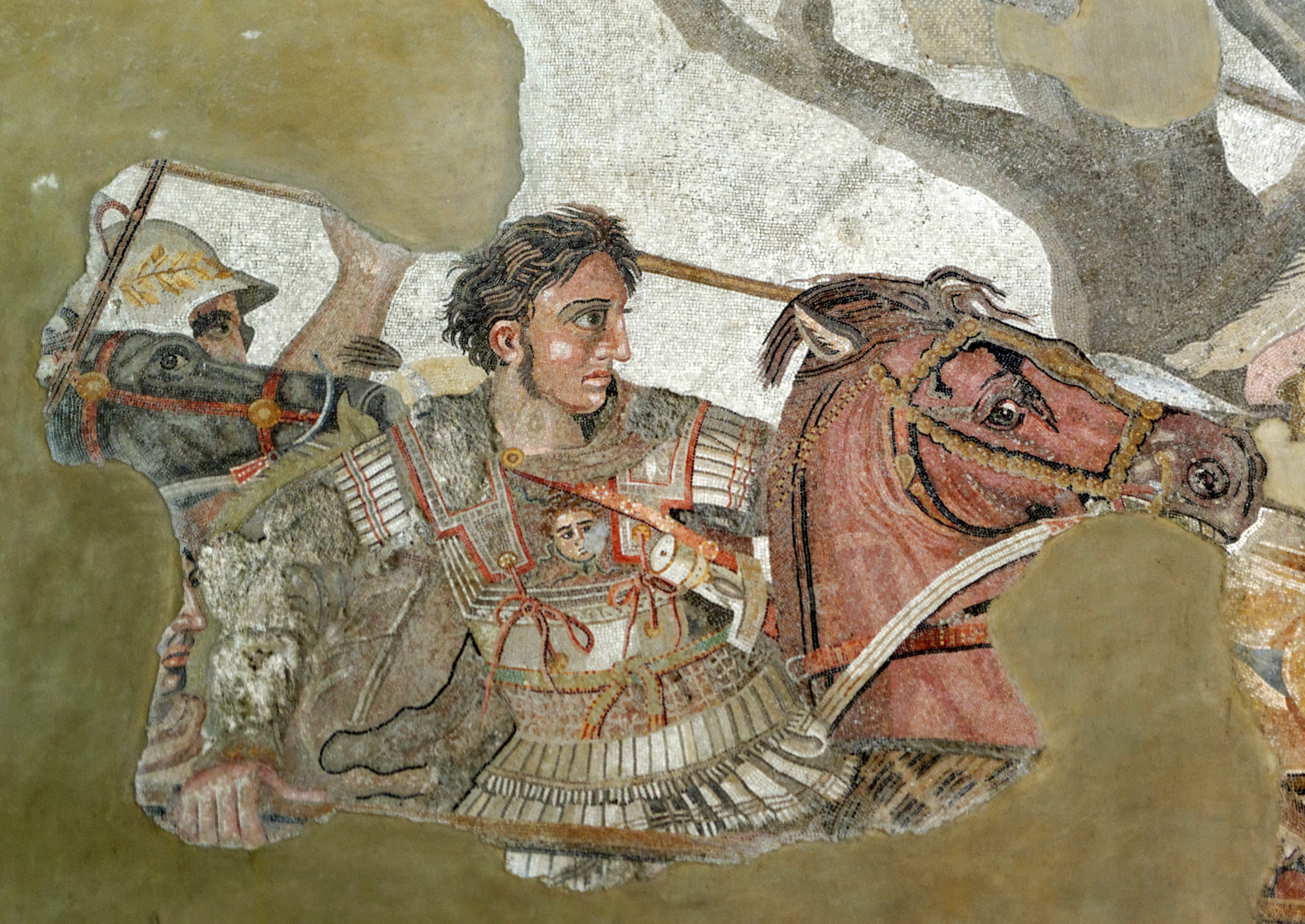
庞贝出土的马赛克，亚历山大大帝大战大流士一世，那不勒斯国立考古博物馆

那不勒斯拥有众多古老的博物馆，其中有一些是意大利最重要的博物馆。那不勒斯国家考古博物馆是主要博物馆之一，被认为是世界上罗马帝国遗物最重要的收藏地之一，它还拥有许多从庞贝和赫库兰尼姆挖掘出来的，以及一些大希腊和意大利文艺复兴时期的文物。

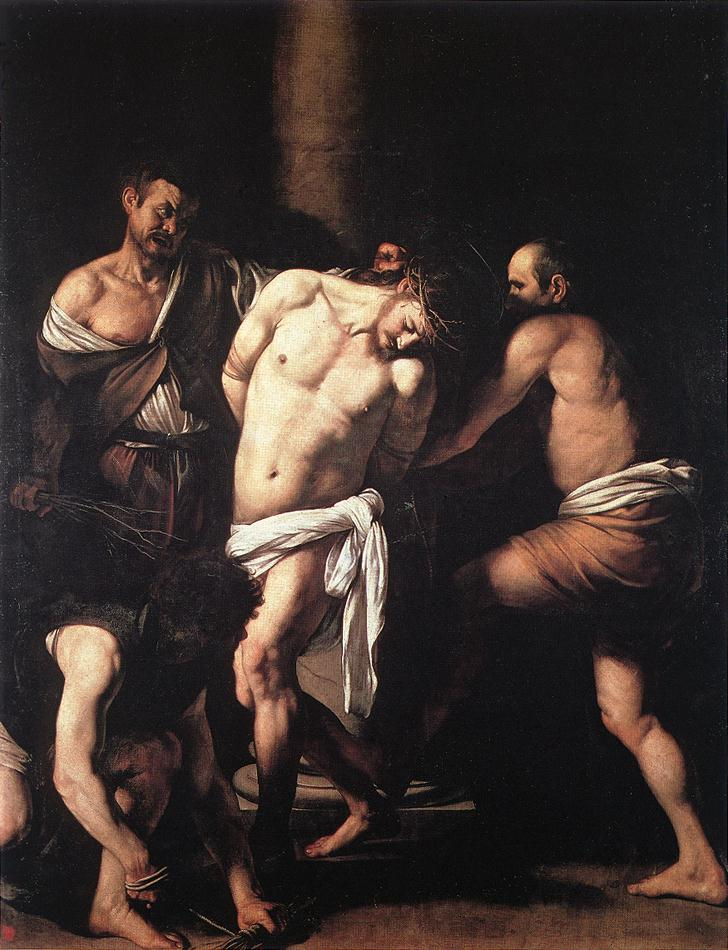
《被鞭打的基督》，卡拉瓦乔

卡波迪蒙特美术馆曾经是波旁王朝的王宫，现在是博物馆和美术馆，也许是那不勒斯最重要的美术馆。它主要收藏13世纪到18世纪绘画，其中包括西蒙尼·馬蒂尼、拉斐尔、提香、卡拉瓦乔、格雷考以及胡塞佩·德·里貝拉、卢卡·焦尔达诺等那不勒斯画派画家的重要作品。这座王宫布置有18世纪的古老家具和瓷器，著名的卡波迪蒙特瓷器工厂就非常接近这座王宫。
圣玛蒂诺修道院位于俯瞰那不勒斯湾的山顶，曾经是加尔都西会的隐修院，现在仍是那不勒斯最显著的地标之一，不过已经改为国家博物馆。馆内有西班牙和波旁时期的文物展示，以及据认为世界上最好的圣诞剧展示。别得拉撒铁路博物馆也位于那不勒斯，展示该市引以为傲的铁路历史，包括亚平宁半岛的第一辆铁路机车。
其他博物馆还有皮尼亚泰利别墅和科摩府邸，伊玛纽尔三世国家图书馆也位于该市。

### 宗教建筑

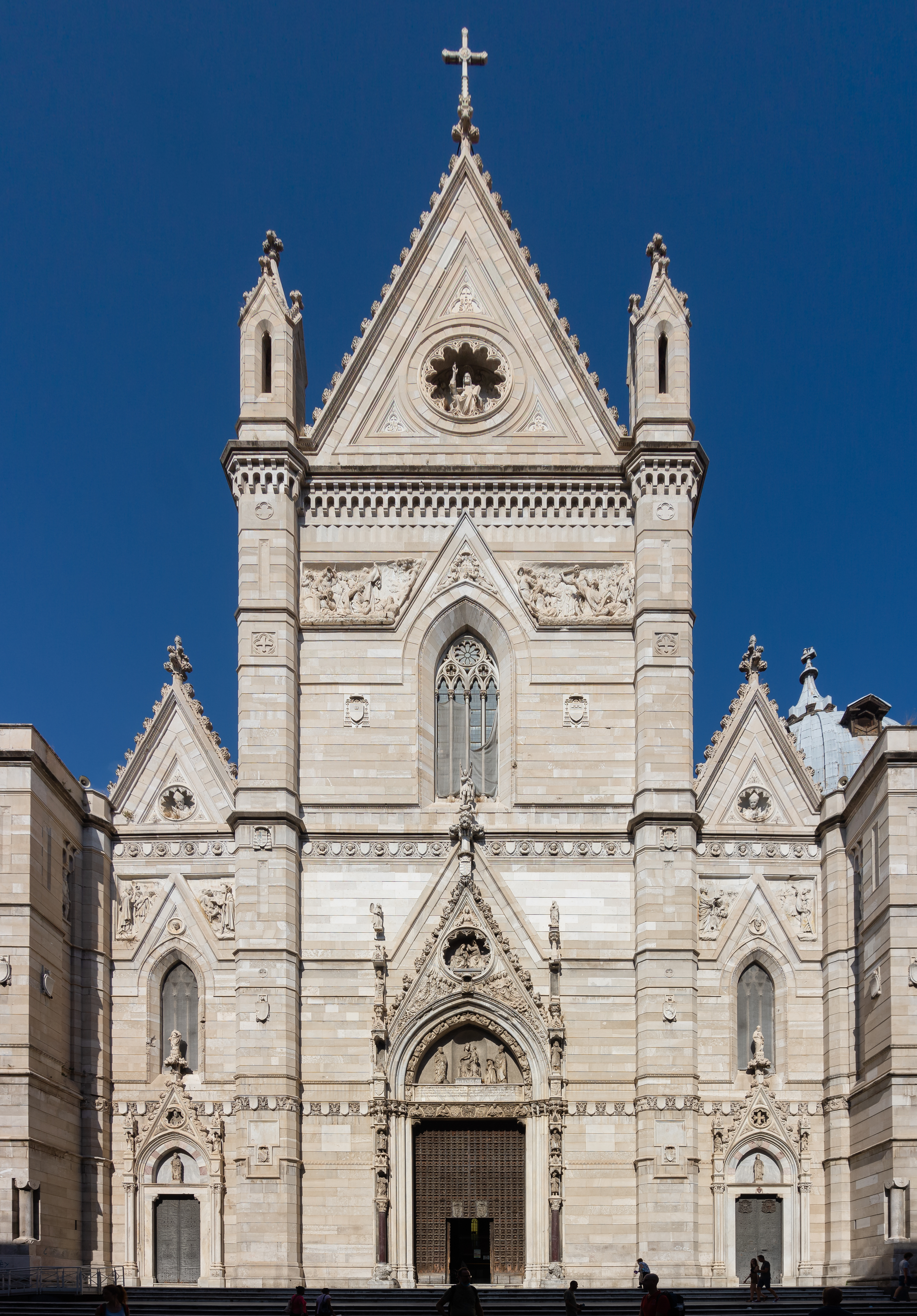
那不勒斯主教座堂

那不勒斯是天主教那不勒斯总教区的所在地，罗马天主教信仰对于当地居民具有相当的重要性，市内拥有数以百计的教堂。那不勒斯主教座堂是该市最重要的宗教场所，每年9月19日举行“圣雅纳略（该市主保圣人）的奇迹”。届时数以千计的那不勒斯人聚集围观以下奇迹：据说圣雅纳略凝结变干的血液又变成了液体。这是那不勒斯人最重要的传统之一。以下是那不勒斯最著名的教堂和修道院列表：
|  | - 圣嘉勒圣殿 - 圣多梅尼科马焦雷教堂 - 新耶稣教堂 - 圣塞维诺小堂 - 圣老楞佐大殿 - 新圣母皇后堂 - 老圣母皇后堂 - 圣母圣衣圣殿 - 圣热罗尼莫堂 |  | - 圣斐迪南堂 - 保罗圣芳济圣殿 - 卡巴拉圣若望堂 - 亚美尼亚的圣额我略堂 - 伦巴第的圣亚纳堂 - 圣安利日堂 - 基艾亚圣加大肋纳堂 - 新圣母堂 - 圣雷斯迪图塔圣殿 |  | - 那不勒斯的尖顶 - 圣伯多禄殉道堂 - 马耶拉圣伯多禄堂 - 城外圣雅纳略圣殿 - 嘉玛道理会隐修院 - 圣母领报大殿 - 圣加大肋纳堂 - 总主教宫 - 善导之母圣殿 |

### 其他

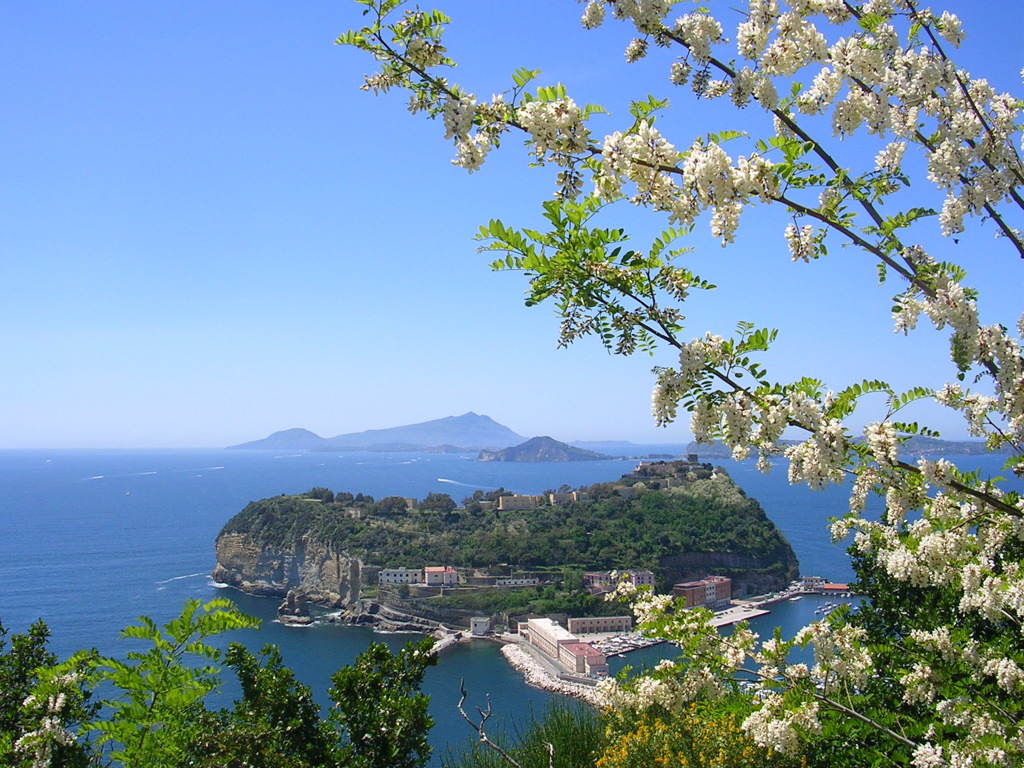
从维吉尔公园眺望尼西达岛

那不勒斯还有其他一些名胜。地下那不勒斯是由于数百年的采矿而形成的一连串洞穴和建筑，这是那不勒斯地下地热带的一部分，公众可以在地下游览。
圣雅纳略济贫院由西班牙人兴建于1667年，是一所以穷人為取向的医院，至今尚存。在此之后，卡洛斯三世又开始为该市的穷人和病人兴建了规模巨大的波旁济贫院（Ospedale L'Albergo Reale dei Poveri），为他们提供一个生活和工作的自给自足的团体。今天这里已经不再是医院。
在那不勒斯的公园中，最突出的是市民公园，曾经称为皇家花园，因为它是根据波旁王朝的国王斐迪南四世的命令在1780年代兴建。另一个重要的公园是维吉尔公园，满目青翠，可以眺望袖珍的火山岛尼西达岛；在远处是普罗奇达岛和伊斯基亚岛。它得名于被认为安葬于附近的古罗马诗人维吉尔。

## 经济
那不勒斯及其附近地区的经济在很大程度上依赖于旅游业、商业、工业和农业；那不勒斯还是一个繁忙的货运港口。那不勒斯曾经是一个忙碌的工业城市，不过现在许多工厂已经搬离此处。该市从前拥有重要的钢铁工业和巨大的美孚石油精炼厂。今天，该市工业中包括位于附近Pomigliano d'Arco的阿尔法·罗密欧汽车工厂；公司名称中的“罗密欧”是指那不勒斯工程师尼古拉·罗密欧。
按照总增加值计算，那不勒斯省在意大利103个省份中排名在94名以后。统计数据不包括在黑市产生的财富和未纳税的工资。由于失业率高达28%，那不勒斯的工人迁移到北方并不罕见。Centro Direzionale是那不勒斯新兴的中心商务区，展示了丹下健三的摩天楼设计艺术；这是一次集中和提升那不勒斯商业和经济的尝试，其旅馆和商店也提供了工作岗位。
纺织是那不勒斯的传统职业。高级西服必须由男性工人手工缝制，那不勒斯生产的西服和礼服主要提供梵蒂冈以及欧洲王室和贵族。此外那不勒斯人偶也是特色产品。
近年来，那不勒斯省传统上以农业为基础的经济逐渐转型为以服务业为基础。2002年初，那不勒斯省在商会注册的企业达到249,590个，雇佣了大部分人口，不过其中超过半数是不足20人的小型企业；超过200人的中型企业有70个；超过500人的企业有15个。那不勒斯省不同经济部门的雇佣情况如下：
|        | 公共服务 | 制造业 | 商业 | 建筑业 | 运输业 | 金融业 | 农业 | 旅馆 | 其他 |
| ------ | -------- | ------ | ---- | ------ | ------ | ------ | ---- | ---- | ---- |
| 百分比 | 30.7%    | 18%    | 14%  | 9.5%   | 8.2%   | 7.4%   | 5.1% | 3.7% | 3.4% |

### 垃圾处理
那不勒斯等意大利南部城市的垃圾处理广受诟病，城市环境在欧洲标准下较为肮脏，因为缺少公共廁所和破窗效应游客又会乱丢垃圾。被英国《每日快报》评为欧洲第五脏的城市。

## 教育
在那不勒斯有许多公立和私立的高等教育机构，以及为数众多的学会和研究中心。那不勒斯拥有据认为是世界上最古老的国立大学：那不勒斯腓特烈二世大学，由腓特烈二世创建于1224年。这是意大利南部目前为止最重要的大学，拥有大约10万名学生和3000多名教授。那不勒斯植物园是这所大学的一部分，由约瑟夫·波拿巴创立于1807年，15公顷面积的园内，种植了大约10,000个种类的植物。
那不勒斯第二大学成立于1989年，与邻近的卡塞塔省联系密切。那不勒斯东方大学是该市一所专门研究东方文化的独特的教育机构，由耶稣会传教士马国贤（Matteo Ripa）从清朝康熙皇帝的宫廷返回后，创建于1732年。
在那不勒斯还有其他优秀的大学，例如那不勒斯帕斯诺普大学、私立的那不勒斯索尔·奥尔索拉·贝宁卡萨大学（Istituto Universitario Suor Orsola Benincasa）和耶稣会开办的南意大利神学院。与其强大的音乐遗产相一致，那不勒斯拥有一个学习音乐的场所：圣彼德罗音乐学院。那不勒斯最早的音乐学校可以追溯到16世纪西班牙统治时期。

## 文化

### 烹饪

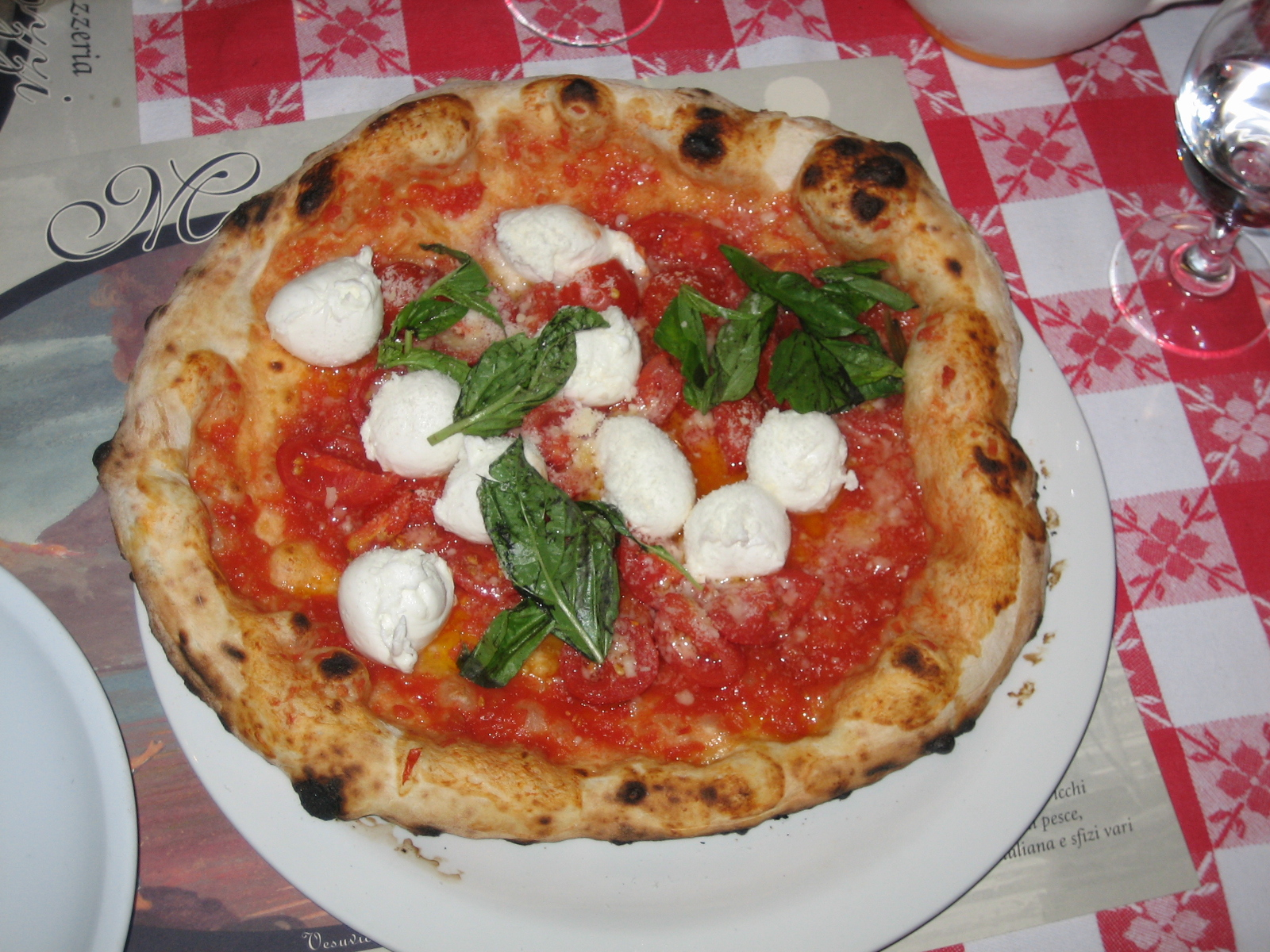
传统的那不勒斯比萨饼

那不勒斯拥有制作各种著名美食和酒类的漫长历史；在不同时期曾经受到希腊、西班牙和法国等统治者文化的影响。那不勒斯美食在18世纪形成自己的独特风格在味觉方面的成分特别丰富，而又使普通平民能够消费。
也许那不勒斯烹饪最著名的方面是其丰盛的savoury菜肴。那不勒斯是比萨饼的发源地。它最初是穷人的食品，但是在斐迪南四世统治时期变得广为人知：“玛格丽塔”就是以访问该市的萨伏依的玛格丽塔王后命名。传统上是在燃烧木头的烤炉中制作，用料受到2004年规则的严格控制，必须使用“00”号小麦面粉、“0”号酵母、天然水、剥皮的番茄或新鲜的樱桃番茄、海盐和特级初榨橄榄油。如今Pizza已成为风靡东西方世界的食品。意大利面条也与该市有关，那不勒斯意式肉酱是通常使用的酱料：那不勒斯人的标志就是正在吃一盘意大利面条的传说中的人物彼得鲁什卡。
那不勒斯还拥有一些著名的甜点，包括色彩鲜艳的gelato（意大利手工冰淇淋），与冰淇淋类似但是水果成分较多。糕点则包括“zeppole”、“Rum baba|babà”、“sfogliatelle”和“pastiera”，最后一种是特别为复活节预备。另一种季节性的甜点是在圣诞节时食用的“struffoli”，具有蜂蜜的口感。那不勒斯还出产饮料：维苏威火山地区出产“基督的眼泪”（Lacryma Christi）和“Terzigno”等酒类。柠檬酒（limoncello，一种广受欢迎的柠檬利口酒）也来自那不勒斯。

### 音乐

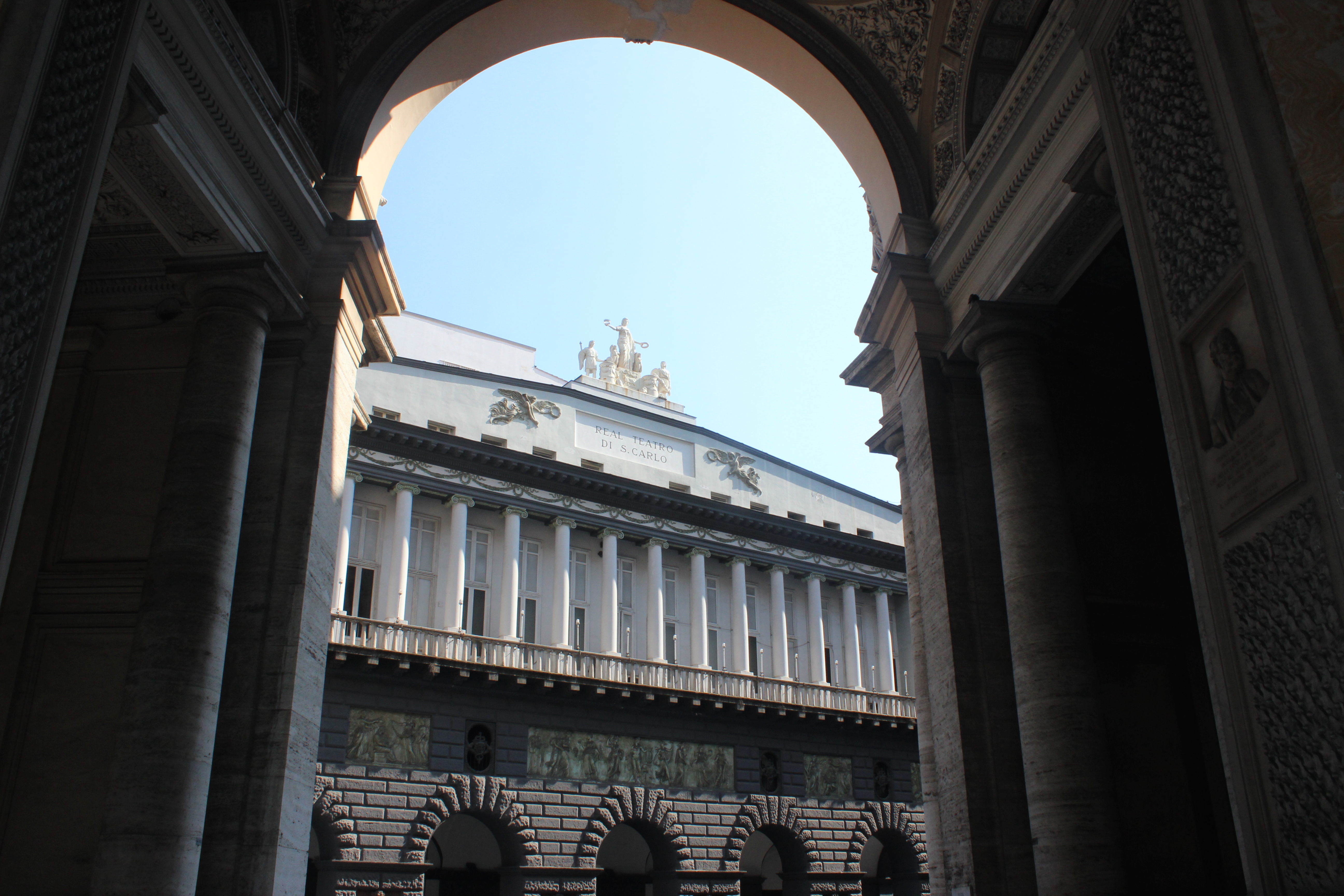
圣卡尔洛剧院

在数百年中，那不勒斯在西欧音乐发展史上扮演着重要角色。那不勒斯丰富的音乐传统可以追溯到西班牙统治时期，那时成立了那不勒斯音乐学校。在巴洛克时期后期，亚历山德罗·斯卡拉蒂（多梅尼科·斯卡拉蒂之父）建立了歌剧的那不勒斯学派；这是采用当时新发展的正歌剧形式。另一个起源于那不勒斯的歌剧形式是轻歌剧，这是一种与裴高累西和皮契尼有关的喜歌剧；后来焦阿基诺·罗西尼和沃尔夫冈·阿马多伊斯·莫扎特都创作过这种类型的作品。宏伟的圣卡洛剧院修建于1737年，这是欧洲仍在使用的最古老的剧院，至今仍是该市的歌剧中心。
最早的六弦吉他是由一位那不勒斯人Gaetano Vinaccia在1779年发明（称为浪漫吉他）；Vinaccia家族还发明了曼陀林。那不勒斯人和西班牙人一同成为古典吉他音乐的先驱，费尔迪南多·卡鲁里和莫罗·朱利亚尼是杰出的代表人物。朱利亚尼实际上来自那不勒斯王国南部的普利亚，后来移居到那不勒斯；他和同时代西班牙的费尔南多·索尔一起，被认为是19世纪最伟大的吉他演奏家和作曲家。另一位产生世界性影响的那不勒斯音乐艺术家是歌剧演唱家恩里科·卡鲁索，被认为是有史以来最著名的男高音，并被认为出身于那不勒斯的劳工阶层。
也许那不勒斯音乐最知名的部分还是“拿坡里民谣”（Canzone Napoletana），这种该市固有的民歌有数百首保留曲目，其中一些可以追溯到13世纪。歌曲《我的太阳》（O sole mio）和《登山缆车》（Funiculì Funiculà）都属于这种风格，在那不勒斯以外的地方同样广为人知。这种民歌在1835年，由于举办一年一度的“皮地格罗塔作曲竞赛节”而正式定型。在此领域的著名艺术家有Roberto Murolo、Sergio Bruni和Renato Carosone。在那不勒斯还有一种不为外界所知但在本地非常流行的音乐形式，例如“cantautore”（唱作人）和“sceneggiata”（一种音乐肥皂剧）；这种风格最著名的艺术家是马里奥·梅罗拉。

### 绘画

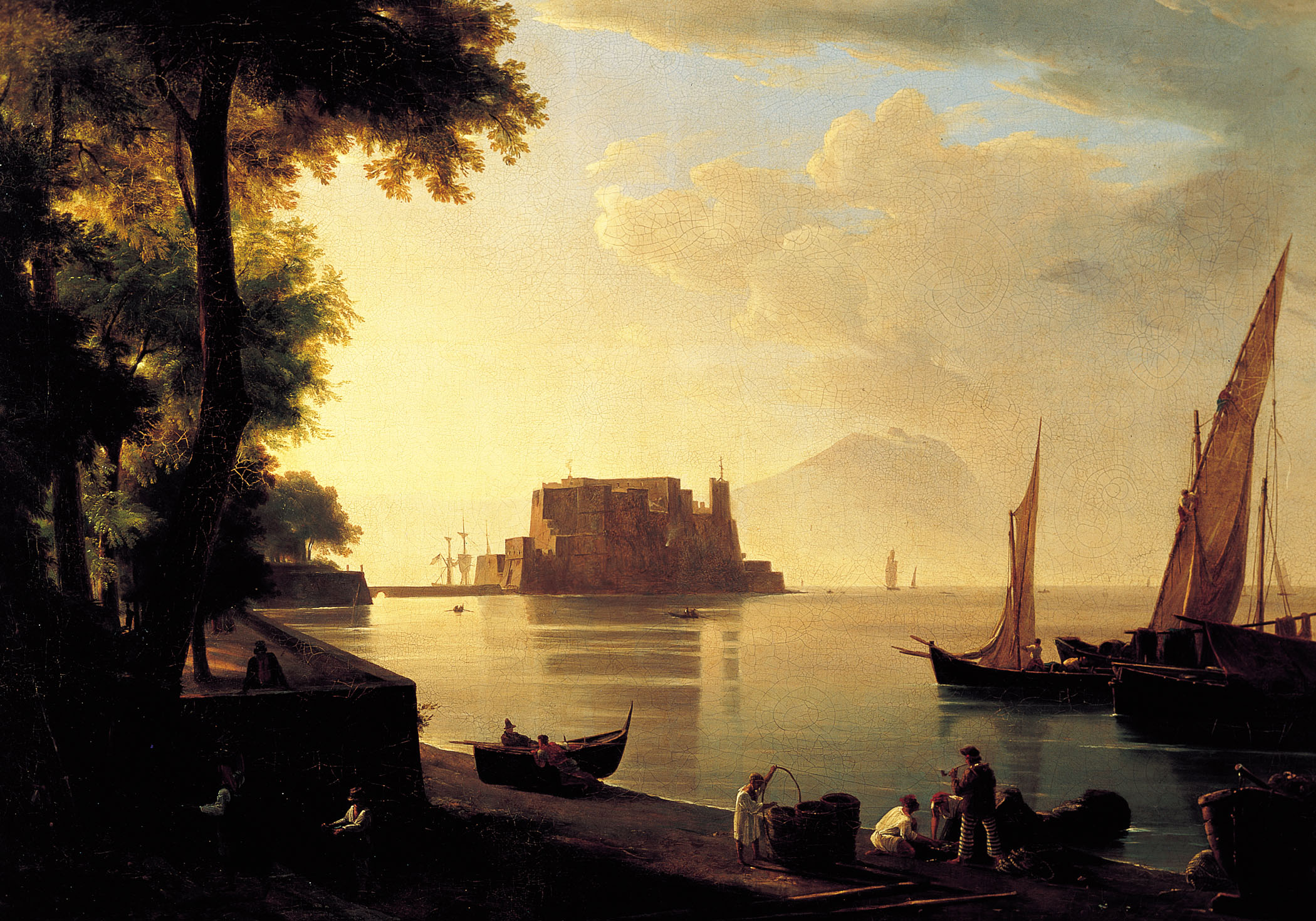
《海边的蛋堡》，AS Pitloo（19世纪）

在过去数个世纪那不勒斯众多的绘画中，最具艺术价值的作品属于17世纪和19世纪。在17世纪，出现了一批呈现自身特色的那不勒斯画家，包括巴提斯泰羅·卡拉喬洛、安尼罗·法尔科内、朱塞佩·德·里贝拉、马提亚·布列提和卢卡·焦尔达诺，而卡拉瓦乔也在1607年到1610年之间在那不勒斯教授美术。到18世纪，那不勒斯的绘画接近了欧洲的潮流。但是到19世纪，那不勒斯绘画的风格发生了彻底的改变，从巴洛克风格转变为浪漫主义，其代表就是1820年到1850年之间的波西利波画派，而那不勒斯美术学院是该画派的活动中心。

### 现代艺术
那不勒斯的艺术不仅拥有丰富的过去，同样也是现代艺术重要的实验室和国际橱窗。该市的两个现代艺术博物馆相当活跃：那不勒斯艺术宫和唐纳雷吉纳当代艺术博物馆。前者于2005年开设在一座18世纪建筑罗切拉宫内，举办各种流派艺术作品的展出活动。后者位于母皇（唐纳雷吉纳）圣母玛利亚修女院，由阿尔巴多·西萨加以改建，收藏永久藏品。那不勒斯的地铁车站不仅是交通运输场所，而且设计成约瑟·柯舒斯、米莫·罗泰拉、马里奥·梅茨等国际知名艺术家作品的展示场所。现在在每年圣诞节期间形成一个传统：米莫·帕拉迪诺、理查德·塞拉、丽贝卡·合恩、路齐亚诺·法布罗等国际知名艺术家来布置平民表决广场。2005年，那不勒斯举办了“欧洲和地中海青年艺术家双年展”，有700名青年艺术家参加。

### 戏剧
戏剧是那不勒斯最为古老的艺术传统之一，其中的杰出人物有安东尼奥·佩蒂托、拉斐尔·维维安尼、爱德华多·德·菲利波等人。爱德华多·德·菲利波的喜剧作品反映那不勒斯的人情世态，其中重要作品有《那不勒斯，百万富翁之城》、《人与绅士》等。该市最大的剧院是圣卡尔洛剧院，有3000个座位，是欧洲第一个向公众开放的剧院。此外该市还拥有戴安娜、圣费迪南多、博莱科、贝利尼等许多剧院。由于具有悠久的戏剧传统，以及剧院数量多于意大利其他城市，那不勒斯被意大利政府性选为2007-2009年国家戏剧节举办城市。

### 电影
那不勒斯和罗马、佛罗伦萨、威尼斯一起，是意大利和外国电影摄制者表现最多的意大利城市。1898年，卢米埃兄弟就在那不勒斯海滨拍摄了一些镜头，在二十世纪六、七十年代有马里奥·莫尼切利、皮耶·保罗·帕索里尼、里娜·韦特缪勒、维多里奥·狄西嘉、伊托·斯柯拉、迪诺·里西、马里奥·马托里、梅尔维尔·谢弗尔森，目前则有马西莫·特罗西、保羅·格林格拉斯、朱塞佩·托纳托雷、纳尼·洛伊、保罗·索伦蒂诺。
一些意大利电影史上的重要作品，例如《那不勒斯的黄金》、《意大利式结婚》，以及由维多里奥·狄西嘉导演、索非娅·罗兰和马切洛·马斯楚安尼主演的《昨日·今日·明日》，都是在那不勒斯拍摄。播出超过10年的肥皂剧《郎心如铁》也摄制于那不勒斯。2019年电影《少年黑手黨》取景于那不勒斯。

### 体育
足球是那不勒斯最流行的运动项目，以1904年由一群英国水手传入该市，并且已经深深植入当地文化中。当地文化中：从scugnizzi（那不勒斯的街童）到职业水平，每个人都踢足球。来自该市最著名的俱乐部是那不勒斯足球俱乐部，主场为Fuorigrotta区的圣保罗球场（Stadio San Paolo），参加高水平的意大利足球甲级联赛，在迭戈·马拉多纳加盟的时代曾两度获得冠军，并曾经赢得欧洲联盟杯。该市产生了众多的职业球员，其中最著名的有奇罗·费拉拉和法比奥·卡纳瓦罗，后者作为队长带领意大利国家足球队赢得2006年世界杯足球赛，被选为国际足协世界足球先生。来自该市较小的俱乐部还有Sporting Neapolis和Internapoli，他们的主场在Arturo Collana球场。该市也参与其他一些较少普及的运动：那不勒斯篮球队代表该市参加意大利篮球甲级联赛；帕耳忒诺珀橄榄球队曾两度赢得意大利橄榄球甲级联赛。其他运动项目还有水球、赛马、航海，以及剑术、拳击、跆拳道等。那不勒斯国家剑术学校是意大利唯一授予“剑术大师”头衔的地方。

### 旅游
那不勒斯是意大利重要的旅游城镇之一，被《米其林旅游指南》评为“三星级旅游推荐”（最高级别）。

#### 人文古蹟

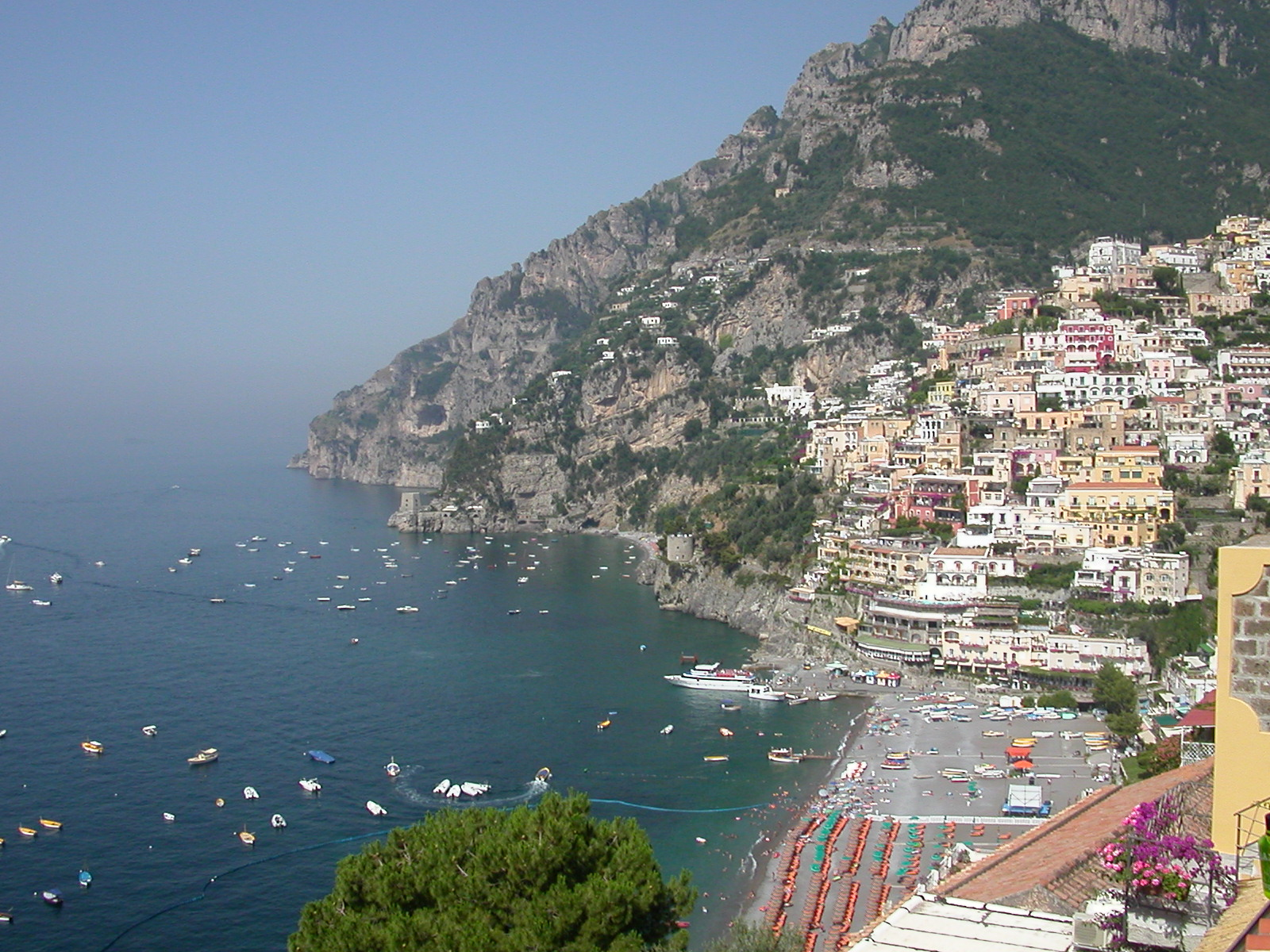
波西塔诺，阿马尔菲海岸

- 蛋堡
- 新堡
- 圣埃莫堡
- 那不勒斯国立考古博物馆
- 庞贝古城
- 卡塞塔王宫

#### 自然景觀
- 阿马尔菲海岸
- 卡普里岛
- 伊斯基亚岛
- 普罗奇达岛
- 维苏威火山

## 交通

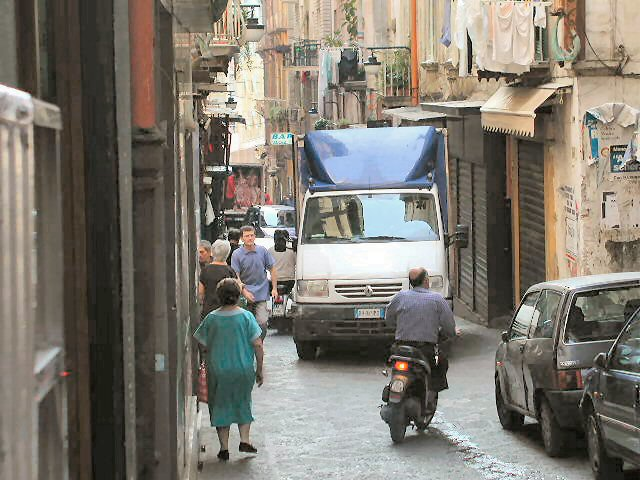
西班牙区的狭窄的街道

### 城市交通
在那不勒斯市内，有许多公共交通的形式，包括有轨电车、无轨电车、公共汽车、缆车和地铁，那不勒斯地铁是一个拥有数条线路的单一系统。
郊区铁路服务由意大利國鐵、环维苏威窄轨（Circumvesuviana）、Ferrovia Cumana和那不勒斯地铁公司提供。该市主要的火车站是那不勒斯中央車站，位于加里波第广场；另有那不勒斯阿夫拉戈拉车站和那不勒斯佛莱格雷营车站（Napoli Campi Flegrei）。那不勒斯有许多街道都非常狭窄，因此结构紧凑的掀背车和速克达极为常见。

### 高速公路
那不勒斯与高速公路的联系良好。意大利最长的一条高速公路，A1高速公路（太阳高速公路），从那不勒斯向北一直通往米兰。A3高速公路向南通往萨莱诺，接上通往雷焦卡拉布里亚的高速公路。A16高速公路因为连接第勒尼安海和亚得里亚海，又称为两海高速公路，从那不勒斯向东通往普利亚大区的Canosa。

### 鐵路
2007年，那不勒斯与罗马之间已有高速铁路相通，火车时速达到每小时300公里，使得旅行时间缩短到不到一小时。

### 海運
那不勒斯港有船隻通向地中海沿岸各大港口和衆多遠洋目的地。在港口有许多重要的货运企业。客運方面有輪船、渡轮、水翼艇和双体船等靈活尺寸的船隻为公众服务。
最熱門的旅游路綫是坎帕尼亞大區内的索伦托、阿马尔菲、波西塔诺、伊斯基亚岛、卡普里岛、萨莱诺等地。不过也有一些是前往较远的目的地，例如西西里岛、撒丁岛、龐廷群島和伊奥利亚群岛。

### 空運
位於卡波迪基諾區域的那不勒斯國際機場是意大利南部最重要的机场，每年运送数百万旅客，而每天进出大约140个航班。

## 名人
| - 维吉尔（前19年去世），古罗马最伟大的诗人之一。 - 博义五世（625年去世），教宗。 - 乌尔班六世（1318－1389），教宗。 - 博义九世（1356－1404），教宗。 - 卢卡·焦尔达诺（1634－1705），画家。 - 詹巴蒂斯塔·维柯（1668－1744），哲学家。 - 多梅尼科·斯卡拉蒂（1685－1757），作曲家。 - 法蘭西絲·帕耳忒諾珀·維爾尼（1819-1890），英國作家，弗羅倫斯·南丁格爾的姐姐。 - 约翰·爱默里克·爱德华·达尔伯格·阿克顿（1834－1902），历史学家。 | - 魯傑羅·萊翁卡瓦洛（1857－1919），作曲家。 - 维托里奥·埃马努埃莱三世（1869－1947），国王。 - 恩里科·卡鲁索（1873－1921），歌剧歌唱家。 - 恩里科·德尼科拉（1877－1959），总统。 - 乔治·纳波利塔诺（1925 －），政治家、总统。 - 里卡多·穆蒂(1941－)，指揮家。 - 奧古斯托·德·盧卡（1955－），攝影師。 - 法比奥·卡纳瓦罗（1973－），足球运动员。 - 克莉絲蒂娜·雪瑞席拉（1994－），排球運動員，司職副攻手，現任意大利女排隊長。 |

## 友好城市
与那不勒斯建立友好城市关系的城市如下：
- 鹿儿岛（日本）
- 雅典（希腊）
- 布达佩斯（匈牙利）
- 克勒拉希（罗马尼亚）
- 加夫萨（突尼斯）
- 纳布卢斯（巴勒斯坦）
- 贝岛（马达加斯加）
- 帕尔马 (马略卡)（西班牙）
- 圣地亚哥 (古巴)（古巴）
- 锡盖图-马尔马切伊（罗马尼亚）
- 巴伦西亚（委内瑞拉）
- 郑州市（中华人民共和国）